# 大风洞镇
大风洞镇，是中华人民共和国贵州省黔东南苗族侗族自治州凯里市下辖的一个乡镇级行政单位。
2016年1月29日，贵州省人民政府批复同意撤销大风洞乡建制，设置大风洞镇，撤乡设镇后行政区域和政府驻地不变。

## 行政区划
大风洞镇下辖以下地区：
大风洞村、青杠林村、石板寨村、龙井坝村、格田村、下寨村、碗寨村、江山村、老君寨村、双江口村、孙家寨村、冠英村、大寨村、桐油坪村、云丰村、杉树林村、梨山村、对江村、官庄村、平地村、重摆村、平良村、辉报村、都兰村、都蓬村、都力村和大坡村。